# أمخاليف
أمخاليف (بالإنجليزية: M'KHALIF)‏ هي جماعة قروية تابعة لإقليم الصويرة ضمن جهة مراكش - تانسيفت - الحوز بالمغرب. بلغ مجموع عدد سكان  أمخاليف حسب إحصاءات 2004 حوالي 5463 نسمة يعيشون في 919 أسرة.